# Bembidion negligens
Bembidion negligens är en skalbaggsart som beskrevs av Thomas Casey. Bembidion negligens ingår i släktet Bembidion och familjen jordlöpare. Inga underarter finns listade i Catalogue of Life.